# Maxillaria huntii
Maxillaria huntii är en orkidéart som beskrevs av Eric Alston Christenson. Maxillaria huntii ingår i släktet Maxillaria och familjen orkidéer.
Artens utbredningsområde är Peru. Inga underarter finns listade i Catalogue of Life.